# يانكو تيبساريفيتش

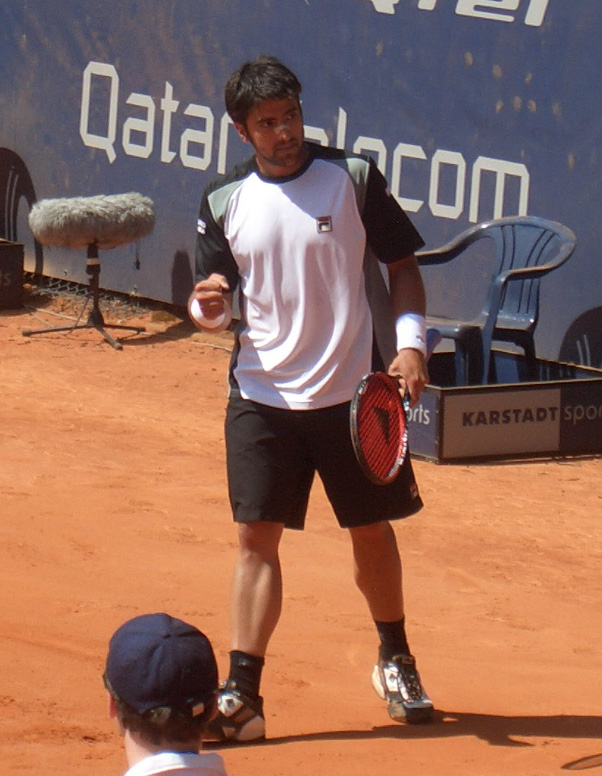
جانكو تيبساريفيك

## روابط إضافية
- يانكو تيبساريفيتش على موقع رابطة محترفي التنس (الإنجليزية)
- يانكو تيبساريفيتش على موقع الاتحاد الدولي لكرة المضرب (الإنجليزية)
- يانكو تيبساريفيتش على موقع كأس ديفيز (الإنجليزية)
- يانكو تيبساريفيتش على موقع خلاصة التنس.كوم (الإنجليزية)
- يانكو تيبساريفيتش على موقع اللجنة الأولمبية الدولية (الإنجليزية)
- يانكو تيبساريفيتش على موقع أوليمبيديا (الإنجليزية)
- يانكو تيبساريفيتش على موقع اللجنة الأولمبية الصربية (الصربية)
- Tipsarevic Recent Match Results
- Tipsarevic World Ranking History
- ITF profile